# 塚原健二郎文学賞
塚原健二郎文学賞（つかはらけんじろうぶんがくしょう）とは、1978年（昭和53年）に児童文学者・塚原健二郎の業績をたたえ、児童文学の振興を期して制定された児童文学賞のひとつ。
児童文学者の宮口しづえが会長を務めた塚原健二郎児童文学振興会が主催し、1989年（平成元年）からは郷土出版社の協賛を得て開催されていたが、1991年（平成3年）3月8日に長野県長野市にある長野ファーストホテルで開催された第14回授賞式をもってすべて閉幕した。

## 選考委員
- 関英雄（児童文学者）
- 高橋忠治（児童文学者、作家）
- 前川康男（児童文学作家）
- 山室静（文芸評論家、翻訳家）
- 塚原亮一（翻訳家、塚原健二郎の長男）

## 歴代受賞作
- 第1回（1978年）
  - 和田登「悲しみの砦」（岩崎書店）
  - 宮下和男「湯かぶり仁太」（信濃教育会出版部）
- 第2回（1979年）[1]
  - 奨励賞：塚田正公「美と愛のたたかい」（岩崎書店）
  - 奨励賞：勝野元子「ホタルとびたて」（太平出版社）
- 第3回（1980年）
  - 大日方寛・詩集「人間誕生」（風濤社）
- 第4回（1981年）[1]
  - 奨励賞：楠誉子「こんぺいとうの雪」（児童文学同人誌「海賊」58号[2]）
- 第5回（1982年）
  - はまみつを「レンゲの季節」（小峰書店）
  - 奨励賞：とだかずこ「おれたちわんぱくクラス」（アリス館）
- 第6回（1983年）
  - 小沢さとし「黒潮物語」（総和社）
  - 美谷島正子「さよならでめ牛デメジャージー」（ほるぷ出版）
- 第7回（1984年）
  - 寺島俊治「るすばんこおろぎ」（信濃教育会出版部）
- 第8回（1985年）
  - 大坪かず子「スウボンの笛」（ほるぷ出版）
- 第9回（1986年）
  - 浅川かよ子「木曽のばあちゃん騎手」（ほるぷ出版）
  - 羽生田敏「天は小石になった」（信濃教育会出版部）
- 第10回（1987年）
  - 牛丸仁「風景」（会報「旗に風」18号,20号,23号：信州児童文学会）
- 第11回（1988年）
  - 高田充也「鉢伏山の民話」（郷土出版社）
  - 幅房子「ビルマの砂」（同人雑誌「蕗ったま」27号：信濃子どもの本創作研究会）
- 第12回（1989年）
  - 北原幸男「チエのたからもの」（飯田共同印刷株式会社）
- 第13回（1990年）
  - 高橋忠治・詩集「りんろろん」（かど創房）
- 第14回（1991年）[1]
  - 奨励賞：北沢彰利「朝に吹く風」（私家版）
  - 奨励賞：中塚洋子「おばあちゃんの子守歌」（飯田共同印刷株式会社）